# Kampochloa brachyphylla
Kampochloa brachyphylla är en gräsart som beskrevs av Clayton. Kampochloa brachyphylla ingår i släktet Kampochloa och familjen gräs. Inga underarter finns listade i Catalogue of Life.